# Słoja (rzeka)
Słoja – rzeka, prawy dopływ Supraśli w Puszczy Knyszyńskiej (powiat sokólski i w mniejszości białostocki).

## Przebieg i morfometria
Rzeka ma źródła na w pobliżu wsi Słoja. Płynie na południowy zachód przez Boratyńszczyznę, Kozłowy Ług, Talkowszczyznę, Lipowy Most i uchodzi do Supraśli w Nowosiółkach. Długość cieku to około 23 kilometry, powierzchnia dorzecza – 225 km², średni spadek – 1,94‰, szerokość w górnym biegu – 3-5 metrów, szerokość w dolnym biegu – 8 metrów, średnia głębokość – jeden metr. Koryto ma charakter naturalny, uregulowany jest tylko krótki odcinek (koło ujścia Starzynki). Ciek przebiega głównie przez obszary leśne, chociaż powyżej Talkowszczyzny istnieje wiele łąk i pól. Poniżej ujścia Starzynki brzegi porośnięte są przez olszę i krzewy. Silnie w tym rejonie meandruje i ma wysokie, podmyte brzegi. W nurcie leżą zwalone i podgryzione przez bobry drzewa. 4,5 kilometra od ujścia Starzynki, do Słoi wpływa zmeliorowany strumień – Derezina. Potem dolina się poszerza. Zdarzają się większe rozlewiska. Dno pokryte jest piaskiem i żwirem. Za Lipowym Mostem dolinę zajmują łąki i pola. Teren jest tutaj pagórkowaty. Nurt cieku przyspiesza, zdarzają się liczne bystrza i meandry. Przed ujściem przepływa przez Kolonię Kondycja.
Uchodzi do Supraśli w miejscu oznaczonym współrzędnymi 53°10’53” 23°31’14”.

## Przyroda
Słoja ma dobre warunki rozwojowe dla pstrąga potokowego (tarlisko) i lipienia, wprowadzonego wcześniej w Supraśli. Występuje tu także (zwłaszcza w dolnym biegu) szczupak, okoń i pstrąg tęczowy. Pod względem wędkarskim jest to rzeka łososiowa. Płytsze miejsca porasta roślinność zanurzona. 

## Turystyka
Ciek stanowi szlak kajakowy, który jest niezbyt trudny, ale częściowo uciążliwy ze względu na wąskie koryto. Wzdłuż cieku znajduje się wiele miejsc, które nadają się do biwakowania.

## Galeria

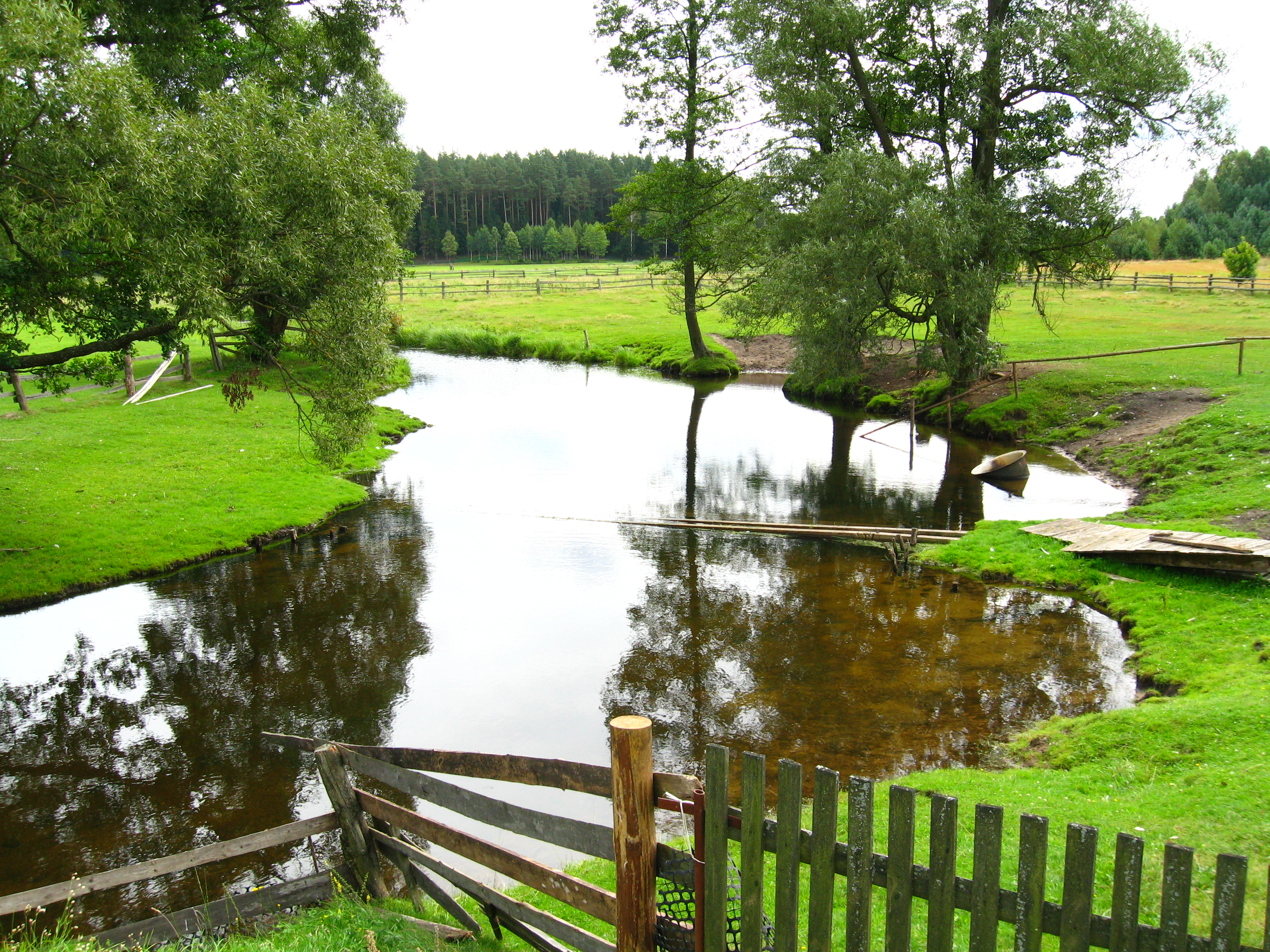
Słoja w Lipowym Moście
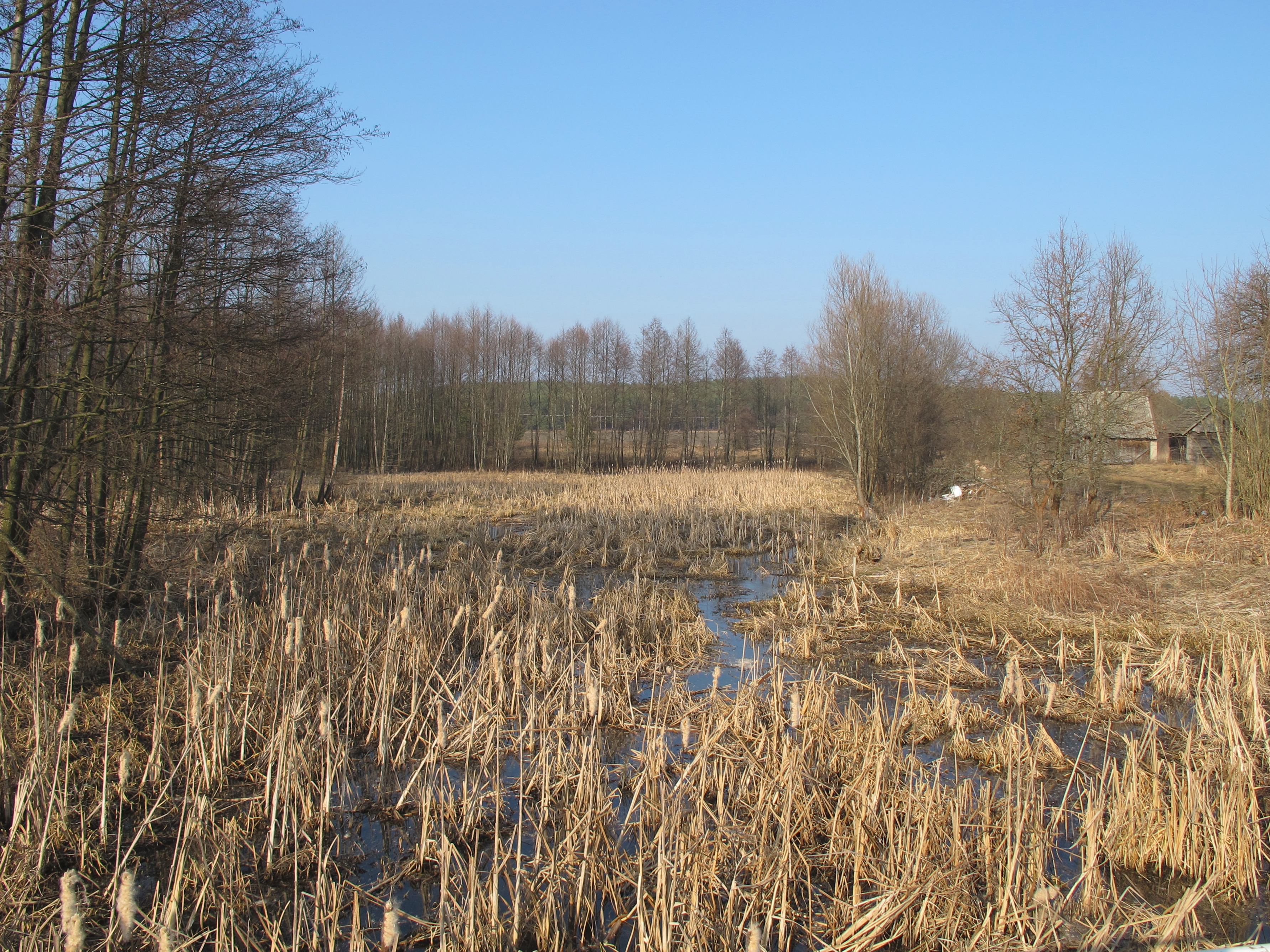
Rozlewiska w Nowince